# 金山和雄
金山 和雄（かなやま かずお、1952年11月1日 - ）は兵庫県出身のプロゴルファー。
旧名「金山 和男」。

## 来歴
報徳学園で野球をしていたが右足の骨折で断念し、有馬高校へ転向後にゴルフを始め、1976年 にプロ合格。
180cm、85kgの恵まれた体格で、大型選手として期待されたが、自身曰く「ネガティブ」な性格が災いして長く未勝利が続いた。
1981年のアジアサーキット・韓国オープンでは3日目に6番ショートホールでホールインワン（特別賞金2000ドル）を記録し、通算イーブンパー216で10位タイに着けた。
1982年には地元の兵庫県オープンで井上久雄・島田幸作・西村公一を抑えて優勝し賞金120万円を獲得、1983年の同大会では寺本一郎・川上実に次ぐと同時に十亀賢二と並んでの4位タイ、1988年の同大会では秋富由利夫と並んでの3位タイに入った。
1987年は賞金ランク54位、1988年は69位とぎりぎりながら2年連続シード入りを果たし、1993年には京都・滋賀オープンを制す。
1988年のデサント大阪オープンでは最終日に68をマークし、寺田寿と共に山本洋一・宮本省三・杉原輝雄に次ぐと同時に中村通を抑えての4位タイに入った。
1994年は兵庫県オープンで通算4度目の優勝、関西オープンで同大会初優勝を飾るなど後援競技で2勝を挙げ、後援競技ランキングの1位になり、シード復活を果たした。
1997年は予選会44位でツアー断念も考えていた中、アコムインターナショナルに出場。コンスタントに点を稼いできて迎えた3日目には5バーディ、1ボギーで9ポイントを追加。尾崎健夫らに1ポイント差の首位に立ち、最終日も5バーディ、1ボギーで計9ポイントを追加。同ポイントのエドアルド・エレラ（コロンビア）とのプレーオフでは、1ホール目は共にパーであったが、2ホール目はエレラがパーに対して金山はバーディで、最後の1mのウイニングパットを痺れながらも決める。44歳で初優勝を成し遂げ、20年間の選手生活で初めてのシード権を獲得。実に21年1ヶ月16日かかり、1973年のツアー制施行後、プロ転向後ツアー初優勝まで最も時間のかかった日本人選手として現在も記録に残っている。
2001年の日本プロを最後にレギュラーツアーから引退すると、2002年11月に50歳になってシニアの資格を獲得し、2003年はレギュラーツアー優勝経験者が、シニア入り後1年間に限って与えられるシード権を得て参戦。
シニアフル参戦の2003年は7試合に出場し、日本シニアオープン7位タイが物を言って賞金ランク25位に入りシード権を獲得。
2004年は6試合に出場し、アデランスウェルネスオープン14位タイ、日本シニアオープン8位タイの成績で賞金ランク31位に入りシード権を獲得。
2012年の日本シニアオープンを最後にシニアツアーから引退し、現在は神戸市須磨区の奥須磨ゴルフセンターでレッスンを担当。
小学生の頃の古江彩佳がよく訪れていた練習場でレッスン講師をしていたのが金山で、幼い頃から勝ち気を見せていた古江に興味を持った金山は何回か顔を合わせるうちに「お嬢ちゃん、なんてお名前なの?」と声をかけた。幼かった古江は、金山がプロのゴルファーだということすら知らず、単なる「よく打ちっ放しで会うおじちゃん」という認識であった。金山は古江一家に小学生でも出られる大会があること、選手登録の仕方、ゴルフ場での振る舞い方などを教えたほか、ゴルフバッグを父に持ってもらっていた古江に「道具は自分で持ちなさい」と叱ったこともあった。肝心のゴルフについては、何回かレッスンをして「彩佳は誰にも教わらなくて良い」と言うだけであったが、後に古江は「おかげでこれまでのびのびプレーしてこられたのかもしれない。」と振り返っている。

## 主な優勝
- 1982年 - 兵庫県オープン
- 1987年 - 兵庫県オープン
- 1989年 - 兵庫県オープン
- 1993年 - 京都・滋賀オープン
- 1994年 - 兵庫県オープン、関西オープン
- 1997年 - アコムインターナショナル